# Гутсбецирк-Мюнзинген
Гутсбецирк-Мюнзинген (нем. Gutsbezirk Münsingen) — не входящий в состав муниципалитета (нем. Gemeinde) посёлок в Германии, в земле Баден-Вюртемберг. Гутсбецирк-Мюнзинген — один из трёх немуниципальных населённых пунктов Германии.
Подчиняется непосредственно административному округу Тюбинген и не имеет своих местных органов власти. Входит в состав района Ройтлинген. Население составляет 160 человек (на 31 декабря 2010 года). Занимает площадь 66,98 км². Официальный код — 08 4 15 086.